# Potravinová alergie
Potravinová alergie je stav, při kterém pozření určité potraviny vyvolá v těle alergika abnormální aktivaci imunitního systému. Alergická reakce je zprostředkována protilátkami typu IgE. Alergické symptomy jsou způsobeny produkcí histaminu a dalších chemických látek. Potravinovou alergií trpí po celém světě až 6 % populace, ve věkové skupině do 3 let dokonce až 8 %. Ovšem lidé sami se považují za alergické více, než je realita. Alergické symptomy vznikají do jedné hodiny po požití potraviny. K nejčastějším symptomům patří kožní reakce (kopřivkový pupen), edém jazyka a orofaryngu, dušnost, astma, zvracení, průjem, bolesti břicha a křeče. V těžkých případech dochází k hypotenzi a ztrátě vědomí. Závažné stavy mohou končit smrtí. Samotná citlivost je rizikovým faktorem pro úmrtnost na kardiovaskulární onemocnění.
Reakce na potraviny jsou velmi pestré a jsou vyvolány různými příčinami. Obecně je dělíme na:
1. Imunologicky podmíněné reakce:

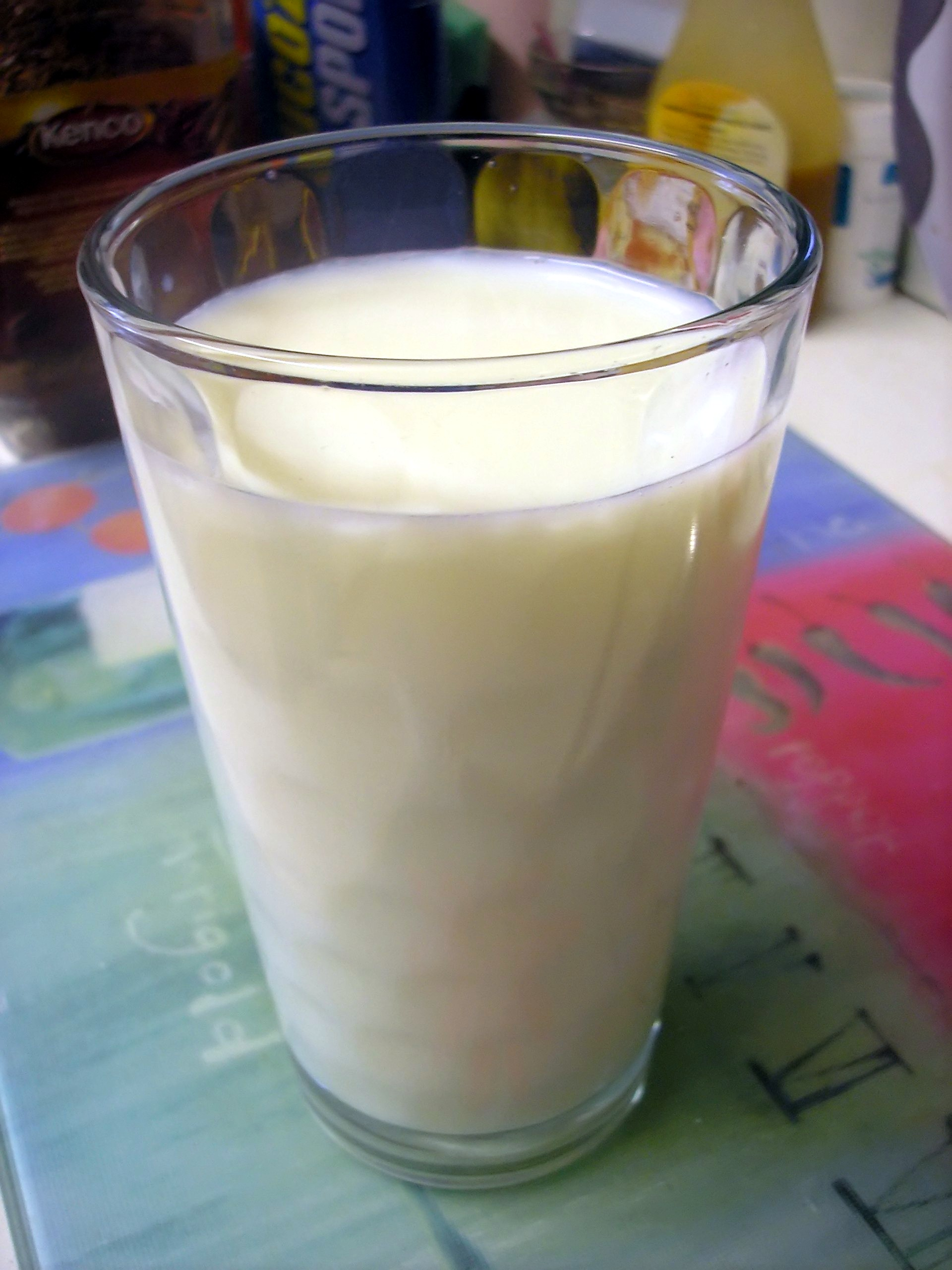
Bílkovina kravského mléka je nejčastějším alergenem u dětí do 3 let

  - reakce okamžité přecitlivělosti podmíněné IgE;
  - reakce imunokomplexové;
  - buněčný typ zprostředkovaný T-lymfocyty.
2. Neimunologické mechanismy:
  - enzymové deficity;
  - reakce na aditiva;
  - reakce na histamin nebo tyramin v potravě (makrely, banány, sýry, citrusy, jahody, čokoláda, špenát);
  - toxiny rostlinné, bakteriální, živočišné.

## Klinický obraz potravinové alergie
Příznaky mohou být velmi pestré a mohou se týkat řady systémů:
- kožní příznaky – místní otoky, exantémy, urtikárie, cirkumorální dermatitida, atopický ekzém;
- GIT – nauzea, zvracení, bolesti břicha, průjem, pocit pálení v ústech, otoky rtů, jazyka;
- respirační – kašel, bronchospazmus, akutní astma, kýchání, svědění nosu, rýma;
- kloubní – bolesti kloubů, svalů;
- celkové příznaky – anafylaxe, únavový syndrom, bolesti hlavy, migréna;
- psychické projevy – úzkost, deprese, poruchy spánku;
- mohou se vyskytnout krátce po jídle, ale i s odstupem 24–48 hodin.

## Příčiny potravinové alergie
Jednou z příčin alergie je předepisování antibiotik. Nadužívání antibiotik, díky kterému se vytváří i antibiotická rezistence, vede k porušení střevní mikroflóry, která je důležitá ke trávení a tak má přímý vztah k alergii. Příčinou alergií může být i vysoká kvalita potravin (obdobně jako hygienická hypotéza).
Pro každou věkovou kategorii je typický výskyt jiného druhu alergie:
1. Děti do tří let věku:
  - bílkoviny kravského mléka:
    - β-laktoglobulin (60–80%);
    - kasein;
    - α-laktoglobulin.

  - vaječný bílek;

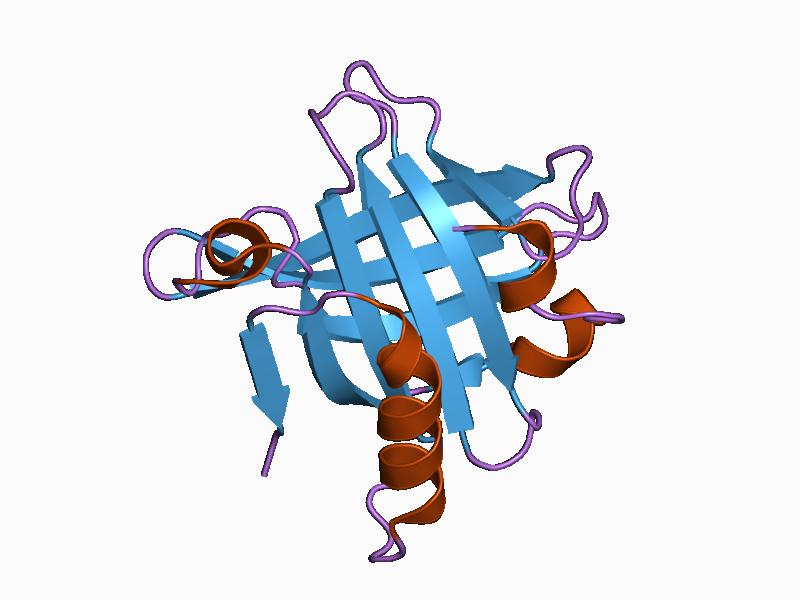
Molekula β-laktoglobulinu

    - hlavní alergeny – ovalbumin a ovomukoid;

  - obilní bílkoviny (gluten, hlavně pšeničný).
2. Předškolní, školní a adolescentní období:
  - obtížně definovatelné spektrum alergenů;
  - alergie na mléčné, vaječné a obilné bílkoviny, ořechy, luštěniny, ryby, mák, kvasnice, plísně, sóju, kakao, česnek, koření, byliny aj.
  - zkřížené alergické reakce – většinou u dětí s pylovou alergií (bříza – jablko, broskev, meruňka, hruška, třešně, kiwi; pelyněk – celer, koření; ambrozie – meloun, banán, okurka);
  - skryté alergenní zdroje – je jich mnoho:
    - ořechy (ve zmrzlině, sušenkách, marcipánu);
    - sója (pečivo, hamburgery);
    - kvasnice (majonéza, kečup).

## Diagnóza

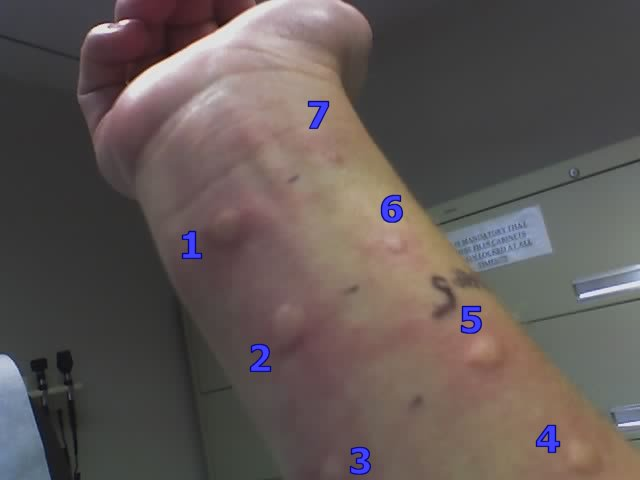
Kožní alergologické testy

- anamnéza všech dat o průběhu obtíží, zhodnocení atopického terénu;
- dietní záznam – za dva, lépe za čtyři týdny, se záznamem klinických projevů;
- eliminační dieta – vyřazení důvodně podezřelých potravin, nejméně na dva týdny;
- alergologické vyšetření – součást diferenciálně-diagnostického procesu:
  - kožní testy, vyšetření specifických IgE a provokační testy;
  - zlatý standard – dvojitě slepý placebem kontrolovaný expoziční test.

## Terapie
- léčba příznaků – antihistaminika per os, případně i.v., kortikoidy;
- léčba příčinná a preventivní – eliminační dieta od měsíce až celoživotně – např. alergie na bílkoviny kravského mléka vyhasíná do 3 let věku, u ořechů je celoživotní;
- preventivní antialergika – kromoglykát per os.

## Potravinová intolerance
Potravinová intolerance není (na rozdíl od potravinové alergie) imunitně podmíněná. Je způsobena sníženou aktivitou nebo absencí enzymu, který štěpí určitou součást dané potraviny. Typické jsou gastrointestinální symptomy, způsobené neschopností organismu strávit a vstřebat určitou látku (nausea, zvracení, průjmy, plynatost, bolesti břicha, křeče).
Nejběžnějším typem je intolerance laktózy (mléčného cukru), způsobená nedostatkem laktázy (enzym štěpící laktózu).

## Zkřížené alergie
Zkřížená potravinová alergie nastává ve chvíli, kdy člověk trpící pylovou alergií nebo alergií na roztoče reaguje alergicky také na některé potraviny.